# Galar (gmina)
Galar – gmina w Hiszpanii, w Nawarze, o powierzchni 41,18 km². W 2011 roku gmina liczyła 1865 mieszkańców.